# إدوارد إتش. جانسين
إدوارد إتش. جانسين هو سياسي أمريكي، ولد في 1815، وتوفي في 1877. نشط حزبياً في الحزب الديمقراطي.